# Гай Касий Парменсис
Гай Касий Парменсис (на латински: Gaius Cassius Parmensis; * 74 пр.н.е.; † 31 или 30 пр.н.е., Атина) е римски политик и латински писател на късната Римска република. Той е в групата на заговорниците и убийците на Цезар на Идите през март 44 пр.н.е.

## Биография
Касий Парменсис произлиза от клон на фамилията Касии, който има голяма роля в основаването на град Парма на Виа Емилия през 2 век пр.н.е. Той е привърженик на учението на Епикур.
През пролетта на 44 пр.н.е. Касий Парменсис се присъединява към атентата на римските сенатори против Цезар. След убийството той става през 43 пр.н.е. квестор и съставя флот, който помага на брега на провинция Азия на Гай Касий Лонгин против Публий Корнелий Долабела. Тогава той пише от Кипър за събитията на Цицерон, което е предадано в неговата кореспонденция.
През ноември 43 пр.н.е. Касий Парменсис e проскрибиран от триумвирите Марк Антоний, Октавиан и Лепид както много други противници на Цезар. След загубата на партията на убийците на Цезар в битката при Филипи (есента 42 пр.н.е.) той събира останалите войски и може с интактен флот да отиде за известно време на сигурно място при Секст Помпей в Сицилия. След неговата загуба през 36 пр.н.е. той придружава сваления „Морски цар“ до Мала Азия и се включва през последните боеве във Витиния към Антоний. След това участва активно в пропагандата против Октавиан, наследникът на Цезар. Дванадесет години той бяга от отмъщението на Октавиан.
През 31 пр.н.е. Касий Парменсис под командването на Антоний участва в битката при Акциум. След загубата при Акциум той бяга в Атина, където най-късно през 30 пр.н.е. като последен жив убиец на Цезар е заловен и убит от Луций Вар по заповед на Октавиан.
Касий Парменсис е поет и писал трагедии, сатири, елегии и епиграми, които според Хораций не са без значение. От неговото произведение нищо не е запазено, освен заглавията на две трагедии, Thyestes и Brutus.
Марк Теренций Варон цитира верс на Касий:
Nocte intempesta nostram devenit domum
In tiefer Nacht kam er in unser Heim